# Alejandro Granados
Pour les articles homonymes, voir Granados.
Alejandro Granados, né le 30 mai 2006 à Alicante en Espagne, est un footballeur espagnol qui joue au poste de milieu de terrain au Club Bruges KV.

## Biographie

### Carrière en club
Né à Alicante en Espagne, Alejandro Granados est passé par le centre de formation du Hércules CF avant de déménager avec sa famille à l'âge de 9 ans  aux États-Unis, où il continue sa formation avec l'Orlando City SC,.
Il y commence sa carrière professionnelle en MLS à l'été 2023,, mais est rapidement transféré au Club Bruges KV, où il joue d'abord avec le Club NXT, l'équipe reserve qui évolue en deuxième division belge,.

### Carrière en sélection
En juin 2025, Granados est convoqué avec l'équipe d'Espagne des moins de 19 ans pour participer au Championnat d'Europe des moins de 19 ans qui a lieu en Roumanie.
L'Espagne l'emporte en demi-finale contre l'Allemagne, sur le score de 6-5 après des prolongations et un match riche en retournements,. Elle s'incline ensuite face aux Pays-Bas lors de la finale, sur la plus petite des marges (0-1),. 

## Palmarès

### En sélection
Espagne -19 ans
- Championnat d'Europe
  - Finaliste en 2025